# Valleiry (higo)
 'Valleiry' es un cultivar de higuera de tipo higo común Ficus carica bífera , de higos color marrón rojizo. Se cultiva principalmente en huertos y jardines particulares del interior de Francia (Alta Saboya).

## Sinonimia
- „English Brown Turkey“,.[4][5]

## Historia
El origen y la identidad de esta higuera lamentablemente no se conocen. Fue encontrado en un antiguo jardín de un pueblo llamado Valleiry, Alta Saboya alrededor de 1988. Sin embargo, es posible que este árbol sea un clon del 'English Brown Turkey' con algunas diferencias en el color y el tamaño de la fruta.

## Características
'Valleiry' es una higuera del tipo higo común bífera, variedad autofértil que no necesita otras higueras para ser polinizada. Es una higuera de tamaño mediano y crecimiento, más ancha que alta, que puede mantenerse baja por un tamaño adecuado para facilitar la cosecha. Este cultivar es interesante para climas duros porque produce una muy buena cosecha de brevas, seguida de una cosecha de higos de otoño ambos de forma oblata con una piel de color marrón rojizo y pulpa de color fresa. Pero es importante que esta higuera esté relativamente bien protegida de los vientos dominantes, para evitar que su madera se congele demasiado en invierno o que las brevas caigan durante las primaveras particularmente frías, húmedas y ventosas.
La producción de brevas es promedio. Cuando se recogen en plena madurez, son muy buenas, jugosas y dulces. Sin embargo, si las frutas se dejan más tiempo en el árbol, y los insectos o pájaros no los devoran, adquieren una textura más densa, un sabor cercano a los higos secos con una pequeña nota de fresa. Algunas frutas pueden comenzar a madurar a principios de julio, pero la mayor parte de la cosecha ocurre en agosto y termina en septiembre. A veces es posible cosechar las últimas brevas con los primeros higos de otoño, dependiendo de las temperaturas de verano.
Por lo general, la cosecha de higos en otoño es tardía y generalmente no tiene éxito; algunos frutos pueden madurar en septiembre, pero el período real comienza en octubre y se prolonga hasta las primeras heladas. A diferencia de muchas variedades de higos cuya madurez se produce en octubre, cuando los años son más cálidos, esta variedad produce frutos muy sabrosos y muy dulces, con toques de fresas. El nivel de azúcar no parece estar demasiado afectado por la caída de la temperatura en el otoño.

## Cultivo
'Valleiry' se adapta particularmente a las regiones frías, incluso en una situación desfavorable, debido a su resistencia natural al frío y sus excelentes frutos. Cultivada en huertos y jardines particulares de Alta Saboya en Francia.
La higuera crece bien en suelos secos, fértiles y ligeramente calcáreos, en regiones cálidas y soleadas. La higuera no es muy exigente y se adapta a cualquier tipo de suelo, pero su crecimiento es óptimo en suelos livianos, más bien arenosos, profundos y fértiles. Aunque prefiere los suelos calcáreos, se adapta muy bien en suelos ácidos. Teme el exceso de humedad y la falta de agua. En estos 2 casos, se producirá el amarilleamiento de las hojas.
La higuera necesita sol y calor. Es un árbol muy resistente al frío (hasta -17 °C). Por debajo de -17 °C, la parte aérea puede ser destruida. En la primavera aparecerán brotes vigorosos (y fruta) si el pie ha sido protegido contra las fuertes heladas mediante un grueso acolchamiento de restos vegetales.